# Türkmenabat
Türkmenabat (in cirillico: Түркменабат), è una città del Turkmenistan, sita nella provincia di Lebap, della quale è capoluogo; sorge sulle rive dell'Amu Darya, al confine con l'Uzbekistan.

## Storia
Türkmenabat, precedentemente conosciuta come Chardjui (in persiano: "quattro ruscelli") è un luogo con 2.000 anni di storia; la moderna città industriale venne fondata nel 1886, durante la costruzione della ferrovia trans-caspica.

L'antico nome dell'insediamento, Āmul, sembrerebbe aver influenzato il toponimo del fiume Amu Darya.

## Società

### Evoluzione demografica
Una consistente parte della popolazione è di etnia uzbeka, fattore che ha fortemente condizionato la cultura e i costumi locali.

## Economia
Il suo ruolo come nodo ferroviario e l'alta fertilità della regione dell'Amu-Darya ha reso Türkmenabat il maggior mercato per i prodotti agricoli nel nord est del Turkmenistan. Sono presenti industrie per la lavorazione del cibo, del tessile, del cotone e della seta.
Ai tempi dell'Unione Sovietica era inoltre il principale centro turkmeno nei settori industriale e del trasporto; tuttavia dopo la caduta dell'Unione nel 1991, e la conseguente indipendenza del Turkmenistan, la maggior parte dei lavori ad essi collegati sono stati spostati nella capitale Aşgabat o soppressi.

## Infrastrutture e trasporti
La città è servita dal vicino aeroporto di Türkmenabat dal quale partono voli per Aşgabat e da una stazione ferroviaria che la collega alle città uzbeche di Nukus e Urgench.

## Attrattive
Circa 70 km a sud di Türkmenabat si trova la riserva desertica di Repetek, nota per gli zemzen, "coccodrilli del deserto".

## Clima
| Türkmenabat (1991-2020) Fonte: | Mesi         | Mesi         | Mesi         | Mesi        | Mesi        | Mesi        | Mesi        | Mesi        | Mesi        | Mesi        | Mesi         | Mesi         | Stagioni | Stagioni | Stagioni | Stagioni | Anno  |
| Türkmenabat (1991-2020) Fonte: | Gen          | Feb          | Mar          | Apr         | Mag         | Giu         | Lug         | Ago         | Set         | Ott         | Nov          | Dic          | Inv      | Pri      | Est      | Aut      | Anno  |
| ------------------------------ | ------------ | ------------ | ------------ | ----------- | ----------- | ----------- | ----------- | ----------- | ----------- | ----------- | ------------ | ------------ | -------- | -------- | -------- | -------- | ----- |
| T. max. media (°C)             | 7,9          | 10,8         | 17,5         | 24,8        | 30,7        | 35,5        | 36,7        | 35,2        | 30,1        | 23,3        | 14,9         | 8,7          | 9,1      | 24,3     | 35,8     | 22,8     | 23,0  |
| T. media (°C)                  | 2,6          | 4,9          | 11,0         | 17,8        | 23,7        | 28,3        | 29,6        | 27,4        | 21,5        | 14,7        | 8,0          | 3,5          | 3,7      | 17,5     | 28,4     | 14,7     | 16,1  |
| T. min. media (°C)             | −1,7         | 0,0          | 5,2          | 11,0        | 16,0        | 19,9        | 21,3        | 18,9        | 13,1        | 7,2         | 2,4          | −0,8         | −0,8     | 10,7     | 20,0     | 7,6      | 9,4   |
| T. max. assoluta (°C)          | 24,0 (1963)  | 28,4 (1963)  | 35,9 (2018)  | 40,3 (1975) | 42,9 (2021) | 45,1 (2021) | 46,2 (2021) | 43,0 (1997) | 40,4 (1998) | 37,3 (2013) | 31,9 (2006)  | 26,6 (2015)  | 28,4     | 42,9     | 46,2     | 40,4     | 46,2  |
| T. min. assoluta (°C)          | −25,4 (2023) | −22,2 (1969) | −16,3 (1898) | −4,6 (1960) | 0,8 (1989)  | 9,4 (1981)  | 11,2 (1947) | 8,9 (2005)  | 0,0 (1973)  | −9,5 (1894) | −19,8 (1910) | −22,8 (1929) | −25,4    | −16,3    | 8,9      | −19,8    | −25,4 |
| Precipitazioni (mm)            | 18           | 25           | 25           | 17          | 15          | 1,0         | 0,7         | 0,4         | 0,6         | 3,0         | 12,0         | 13,0         | 56,0     | 57,0     | 2,1      | 15,6     | 130,7 |